# Victor Mills
Pour les articles homonymes, voir Mills.
Victor Mills (28 mars 1897 – 1er novembre 1997) était un ingénieur chimiste américain.
Il est l'employé le plus crédité de Procter & Gamble pour avoir créé les couches jetables Pampers, amélioré la production de savon Ivory et est cocréateur avec Duncan Hines des chips Pringles.
Procter & Gamble a nommé son club des inventeurs la Victor Mills Society en son honneur.

## Histoire

### Naissance et éducation
Mills est né le 28 mars 1897 à Milford, au Nebraska, dans une famille d'agriculteurs.
Il a servi dans la marine américaine pendant la Première Guerre mondiale, à bord du cuirassé Missouri.
À la fin de la Première Guerre mondiale, il s'enfuit à Honolulu et vécut comme ramasseur de plage et soudeur sur l'île de Molokai. Il y rencontra sa future femme, Grace Riggs, une missionnaire d'Eddyville. Elle insiste alors pour qu'ils retournent sur le continent afin que Victor poursuive ses études. Il est diplômé de l'université de Washington en 1926 avec un diplôme en génie chimique.

### Carrière chez Procter & Gamble

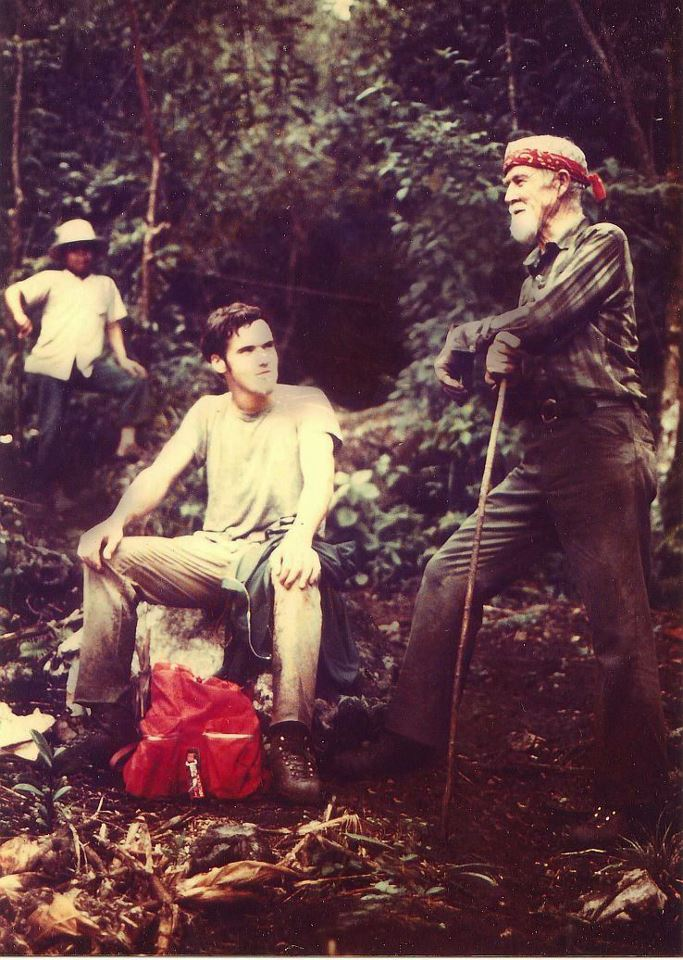
Victor Mills, en trekking avec son petit-fils au Guatemala, en 1973.

Il a été embauché par Procter & Gamble à sa sortie de l'université et a déménagé à Cincinnati (siège de la société).

#### Savon Ivory
Sa première innovation majeure a été la conversion de la production de savon d'un procédé par lots une production en flux tendu. Ceci a permis de réduire le temps de production du savon Ivory de sept jours à quelques heures.
Il a ensuite appliqué les idées de la chimie des savons pour améliorer la production de mélanges à gâteau et de beurre d'arachide, entre autres produits. Au cours de la Seconde Guerre mondiale, il a été impliqué dans la production de caoutchouc synthétique avec Waldo Semon, l'inventeur du vinyle, qui était son mentor à l'université de Washington au début des années 1920.

#### Pampers et Pringles
Après la Seconde Guerre mondiale, Mills dirigea le département de recherche et développement de P&G. Il était chargé de trouver de nouvelles lignes de produits pour l'entreprise. À ce titre, il a conçu et dirigé le développement de Pampers dans les années 1950. Il s'agissait de la première couche jetable largement commercialisée au monde. Pampers reste depuis la plus grande marque du groupe quant au chiffre d'affaires.
Son dernier projet était de superviser le développement des chips Pringles. Cette collation à la pomme de terre est préparée avec un coulis de pommes de terre, de farine et d'arômes qui est pressé et séché dans sa forme distinctive : le procédé doit beaucoup aux travaux antérieurs de Mills produisant des flocons de savon.

### Retraite
Il a pris sa retraite à Tucson en 1961, année de sortie de Pampers sur le marché américain.
Il a ensuite passé son temps à vaquer à ses loisirs. Il avait un vaste jardin de cactus et d'autres plantes provenant du Désert de Sonora. Il a également parcouru le monde : croisières avec sa femme, randonnées et expéditions. À une époque, il était l'homme le plus ancien à avoir gravi le Mont Rainier, et même Point Lenana sur le Mont Kenya.
Il est décédé à son domicile de Tucson à l'âge de 100 ans, le 1er novembre 1997.